# 아리랑어린이도서관
아리랑어린이도서관은 서울특별시 성북구에 있는 도서관이다.

## 연혁
- 2017년 12월 22일 개관.